# Наусник

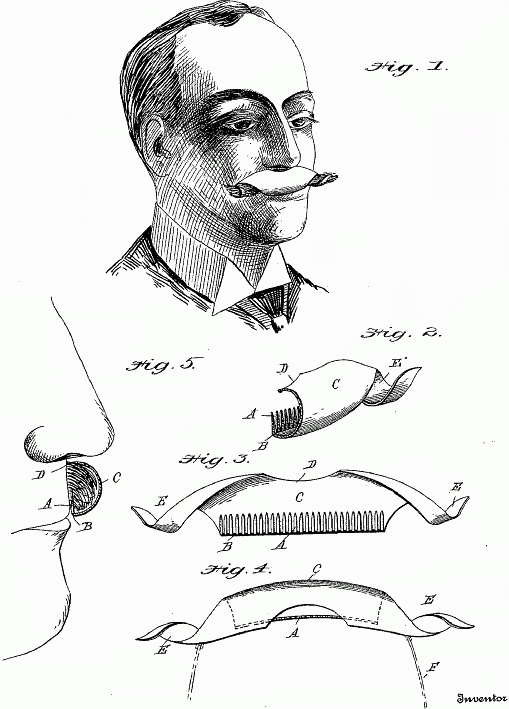
Один из вариантов наусника. 1897

Нау́сник — приспособление для придания определённой формы усам, сохранения их формы или защиты их от загрязнения. Может использоваться после мытья усов, во время сна или во время приёма пищи. Были популярны в конце XIX — начале XX века.

## История
Наусники впервые появились во второй половине XIX — начале XX века в Германии.
Появление моды на них связывают с придворным парикмахером императора Германии Вильгельма II, который активно их рекламировал в газетах и журналах в начале XX века.

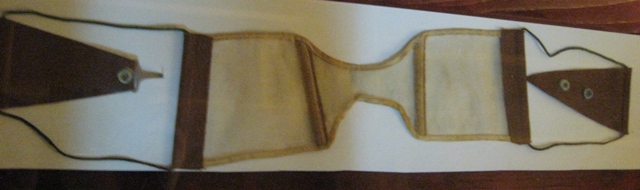
Наусник С. М. Будённого

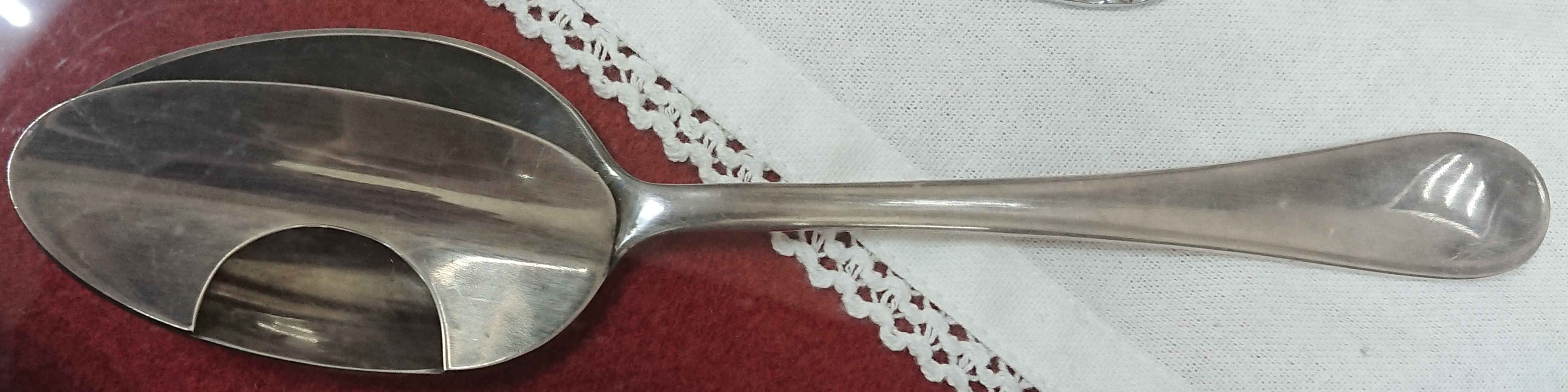
Ложка с наусником, защищающим усы от загрязнения

## Конструкции наусников
- Патент 220538 (1879 год)
- Патент 258294 (1882 год)
- Патент 276214 (1882 год)
- Патент 426723 (1890 год)
- Патент 435748 (1890 год)
- Патент 453186 (1890 год)
- Патент 529553 (1894 год)
- Патент 555140 (1896 год)
- Патент 615003 (1898 год)
- Патент 651291 (1900 год)
- Патент 679303 (1900 год)
- Патент 680578 (1901 год)
- Патент 702790 (1902 год)
- Патент 780422 (1905 год)
- Патент 1042940 (1912 год)